# Jeddito
Jeddito (Navajo: Jádító) ist ein Census-designated place im Navajo County im Nordwesten des US-Bundesstaates Arizona an der Grenze zum Apache County. Das U.S. Census Bureau hat bei der Volkszählung 2020 eine Einwohnerzahl von 346  auf einer Fläche von 14,1 km² ermittelt. 
Jeddito liegt in der Navajo-Nation-Reservation. Er wird vom Arizona State Route 264 tangiert.